# Îles Scilly
Îles Sorlingues
Les îles Scilly, également nommées Sorlingues (Isles of Scilly en anglais, Enesow Syllan en cornique), sont un archipel situé en mer Celtique, et à l'ouest-sud-ouest de la péninsule de Lizard, en Cornouailles, dont elles ne sont éloignées que de 45 kilomètres. Elles s'étendent sur une superficie de 16,33 km2.
Intégré au comté non métropolitain de Cornouailles jusqu'en 2009, l'archipel est depuis une autorité unitaire sui generis du Royaume-Uni mais reste rattaché au comté cérémoniel de Cornouailles.
Économiquement, l'archipel dépend du duché de Cornouailles, qui fournit le revenu du prince de Galles, lequel ne reçoit pas de subvention de la Couronne. Le tourisme est la plus importante activité économique, avec l'agriculture (exportation de fleurs) et la pêche.

## Géographie
Les îles Scilly forment un archipel de cinq îles habitées (six si l'on compte Gugh comme distincte de St Agnes) entourées de nombreux îlots et récifs (près de 140 au total), s'étendant à 45 km au large du cap de Land's End.

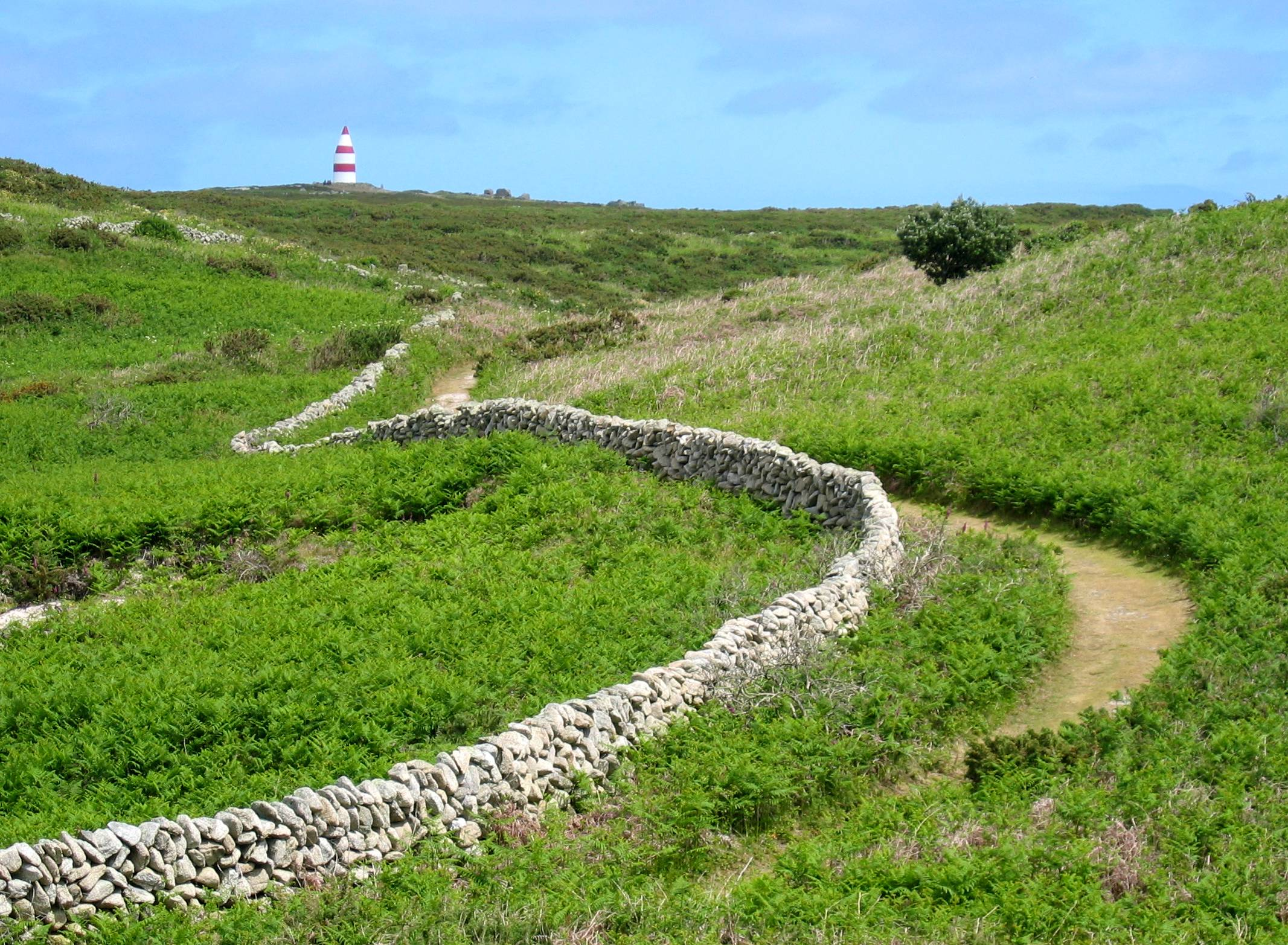
La balise de St Martin, face aux côtes de Cornouailles.

Par leur position, ces îles offrent des paysages très contrastés ; l'influence océanique, combinée aux effets de la dérive nord atlantique, réduit l'amplitude thermique au point que la neige ou le gel y sont rares, ce qui favorise une floraison bien plus précoce qu'en Angleterre. Les Scilly se sont donc spécialisées dans la culture de fleurs, et particulièrement les jonquilles. En revanche, les îles sont parfois exposées à des coups de vents extrêmes, qui ont par endroits modelé le paysage, notamment celui de l’île de Tresco où, tandis que la côte sud protégée abrite les luxuriants jardins de l'abbaye, les escarpements du nord de l'île sont couverts de bruyère et de rocs dénudés.

## Histoire

### Préhistoire et Antiquité
Les îles Scilly sont habitées depuis l'âge de la pierre, de manière pratiquement autarcique jusqu'au XXe siècle. L'archipel présente des traces de la civilisation de l'âge du bronze avec une cinquantaine de tombes mégalithiques, datant du second millénaire av. J.-C. Le tourisme constitue maintenant la principale source de revenus, bien que l'agriculture et la pêche y soient toujours pratiquées.
L'archipel pourrait correspondre aux îles Cassitérides (« îles de l’étain ») visitées par les Phéniciens et mentionnées par les Grecs. On n'y trouve cependant pas d'étain – il s'agissait peut-être d'un comptoir pour la Grande-Bretagne.
Jusqu'à récemment, les terres émergées étaient probablement bien plus vastes, et le nombre d'îles plus réduit. Un texte romain parle d'insula Scillonia au singulier, comme d'une île largement plus grande que toutes les autres. Des restes d'une ferme préhistorique ont été retrouvés sur Nornour, qui n'est plus qu'un rocher beaucoup trop petit pour y cultiver quoi que ce soit. Certaines îles deviennent accessibles à pied à marée basse ; à l'inverse, d'anciens murs délimitant des champs sont immergés à marée haute. Selon une légende, les îles sont partie du royaume perdu de Lyonesse, qui disparut sous la mer à l'exception des sommets des collines.

### Période normande
Les Cornouailles, et probablement les îles Scilly avec elles, passèrent sous la couronne anglaise à l'époque d'Æthelstan, entre 924 et 939. À la fin de la période pré-normande, la côte orientale de l'actuelle Angleterre essuya plusieurs assauts venus de Scandinavie. Selon la Orkneyinga saga, l'archipel fut lui-même attaqué par les Vikings, qui le désignent sous le nom de Syllingene. 
En 995, Olaf Tryggvason devint roi de Norvège à l'âge de 35 ans. Dans la saga des rois de Norvège, Snorri Sturluson raconte qu'en 986, après avoir mis à sac plusieurs villes d'Europe, Olaf Tryggvason aurait rencontré un prophète chrétien aux Sorlingues, qui lui aurait prédit qu'il deviendrait un roi renommé mais qu'auparavant il échapperait de peu à la mort à la suite d'une conspiration. Sept jours plus tard, il guérirait de ses blessures et se ferait baptiser, pour ensuite convertir de nombreux païens au christianisme. 
Les royaumes anglais tombèrent ensuite un par un face aux Normands, dont le Wessex en 1013, battu par Sven Ier de Danemark – qui n'annexa cependant pas les Sorlingues. Elles passèrent progressivement sous un pouvoir plus centralisé et le recensement du Domesday Book, réalisé au cours de la seconde moitié du XIe siècle, les inclut au sein du circuit d'Exeter, qui comprenait également les Cornouailles, le Devon, le Dorset, le Somerset et le Wiltshire.

### Guerre de Trois cent trente-cinq Ans
Au XVIIe siècle, au cours de la Deuxième guerre civile anglaise, la flotte royaliste, basée dans les Sorlingues, causait de gros dégâts aux navires néerlandais, alliés aux Parlementaires. Le 30 mars 1651, l'amiral néerlandais Maarten Harpertszoon Tromp demande réparation aux royalistes pour les vaisseaux et biens néerlandais qu'ils avaient pris et, n'ayant reçu de réponse satisfaisante, déclara la guerre aux Sorlingues - d'après une lettre datée du 17 avril de la même année. Cet événement tomba dans l'oubli jusqu'à ce qu'en 1985 Roy Duncan, historien et président du Conseil des Sorlingues, écrive à l'ambassade néerlandaise à Londres pour dissiper le mythe prétendant que l'archipel et les Pays-Bas étaient toujours en guerre. Le personnel de l'ambassade s'apercevant alors que le mythe était fondé, un traité de paix fut officiellement signé le 17 avril 1986.

### Guerre de Succession d'Espagne
En 1707, une escadre anglaise de retour du siège de Toulon s'échoue au large des Sorlingues.

## Administration
Historiquement, les îles Scilly constituent l'un des hundred de Cornouailles, bien que les quarter sessions (en) n'y eussent qu'une juridiction limitée. L'archipel fait partie du duché de Cornouailles, le duc étant l'héritier de la couronne britannique. 
Le Local Government Act de 1888 permet au gouvernement local d'établir des autorités distinctes de celles du comté de Cornouailles aux Sorlingues, pour traiter des affaires locales. Le Conseil du district rural des Sorlingues (en anglais : Isles of Scilly Rural District Council) vit le jour en 1890 en tant qu'autorité unitaire sui generis. La section 265 du Local Government Act de 1972 entérina l'existence du conseil, renommé en Conseil des îles Scilly (en anglais : Council of the isles of Scilly).

## Démographie
L'archipel compte 2 153 habitants selon le recensement de 2001, répartis sur cinq îles : St Mary's (1 666 hab.), Tresco (180 hab.), St Martin's (142 hab.), St Agnes et Bryher (ces deux dernières îles se partageant 165 hab.). Le reste de l'archipel est constitué d'îlots inhabités.

## Transport
Les îles Scilly sont reliées au reste de l'Angleterre par un ferry entre Penzance et St Mary. La gare de Penzance est le terminus de la ligne de train entre Londres (Paddington Station) et les Cornouailles. Il est aussi possible d'arriver aux îles Scilly en avion depuis, entre autres, Exeter, Bristol et Southampton.
La liaison en hélicoptère qui depuis Penzance et Land's End relie l'île à la Cornouailles, a repris son service en mars 2020 (elle était interrompue depuis octobre 2012).

## Dans la culture
Les îles Scilly ou Sorlingues sont fréquemment évoquées dans les ouvrages et la série Poldark. En effet, le héros éponyme y fait quelques allers-retours.
L'un des îlots de l'archipel est le théâtre d'une confrontation entre Américains et Soviétiques dans le roman de David Forrest Et à mon neveu Albert, je lègue l'île que j'ai gagnée au poker.
Le Jour des baleines, de Michael Morpurgo, est un roman de littérature pour la jeunesse qui se déroule sur l'île Bryher.
Le mystère de Lucy Lost, de Michael Morpurgo, est un roman de littérature pour la jeunesse qui a pour théâtre l'archipel des Scilly lors de la Première Guerre mondiale.
La déesse blanche, un chapitre du manga Master Keaton de Naoki Urasawa, prend place dans une des îles des Sorlingues. Le Professeur Hiraga Keaton y mène une enquête pour le compte de la Lloyd's assurance. Il y apprend que l'île fut le théâtre de divers évènements, dont certains datant des celtes, racontant que Gwynabee, druidesse et reine de l'île, aurait repoussé l'invasion des Romains. (Existence de Gwynabee à vérifier)